# 姚小旋
姚小旋（1960年9月—），男，漢族，安徽定遠人，中国共产党党员，中华人民共和国军事人物。中國人民解放軍少將。
1976年12月参军，曾任北京军区作战部副部长，解放军65集團軍193师师长。2010年，任解放军65集團軍副軍長。2014年7月，任天津警備区司令員。